# RWE Power

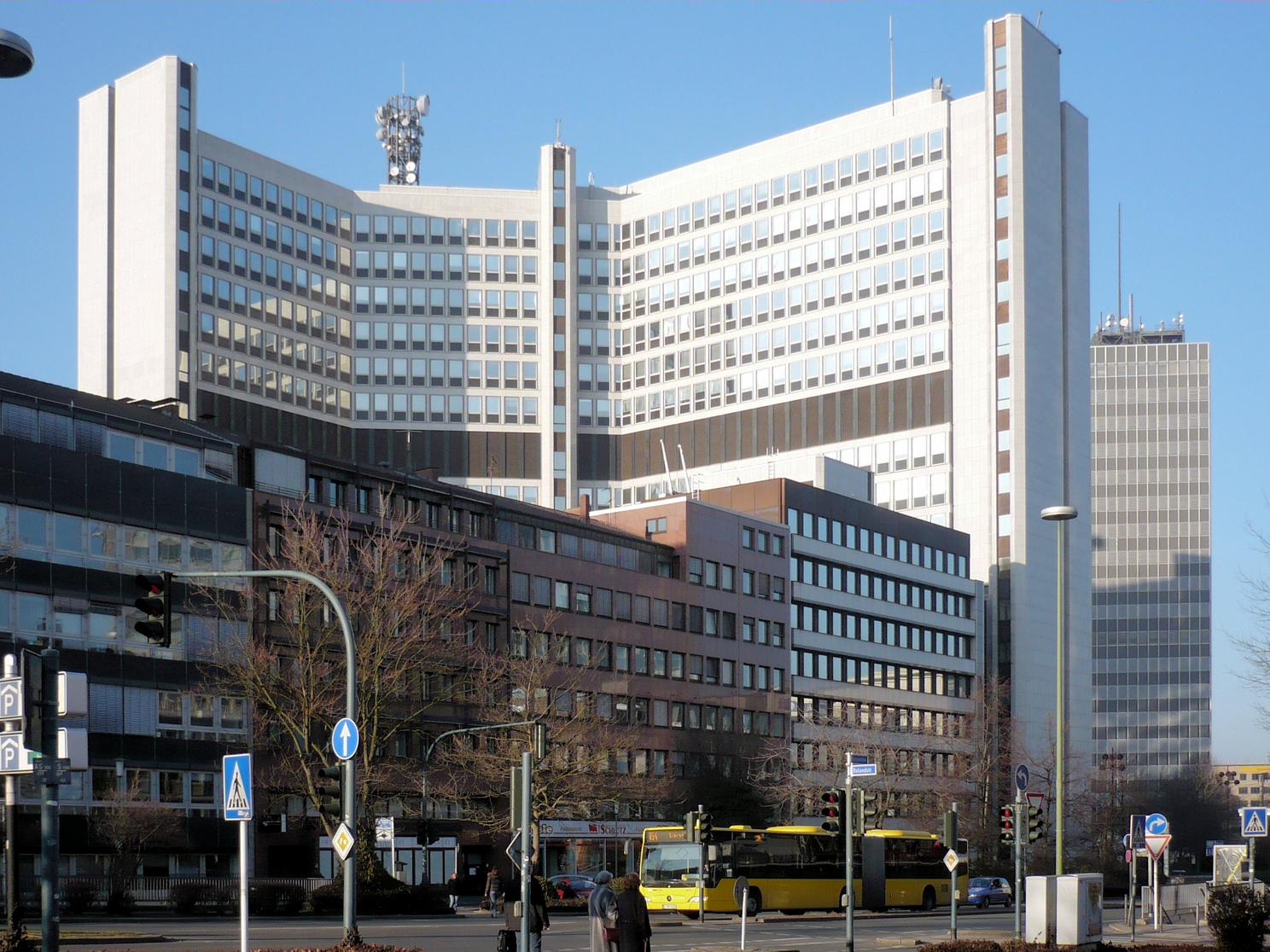
Hauptsitz in Essen-Südviertel
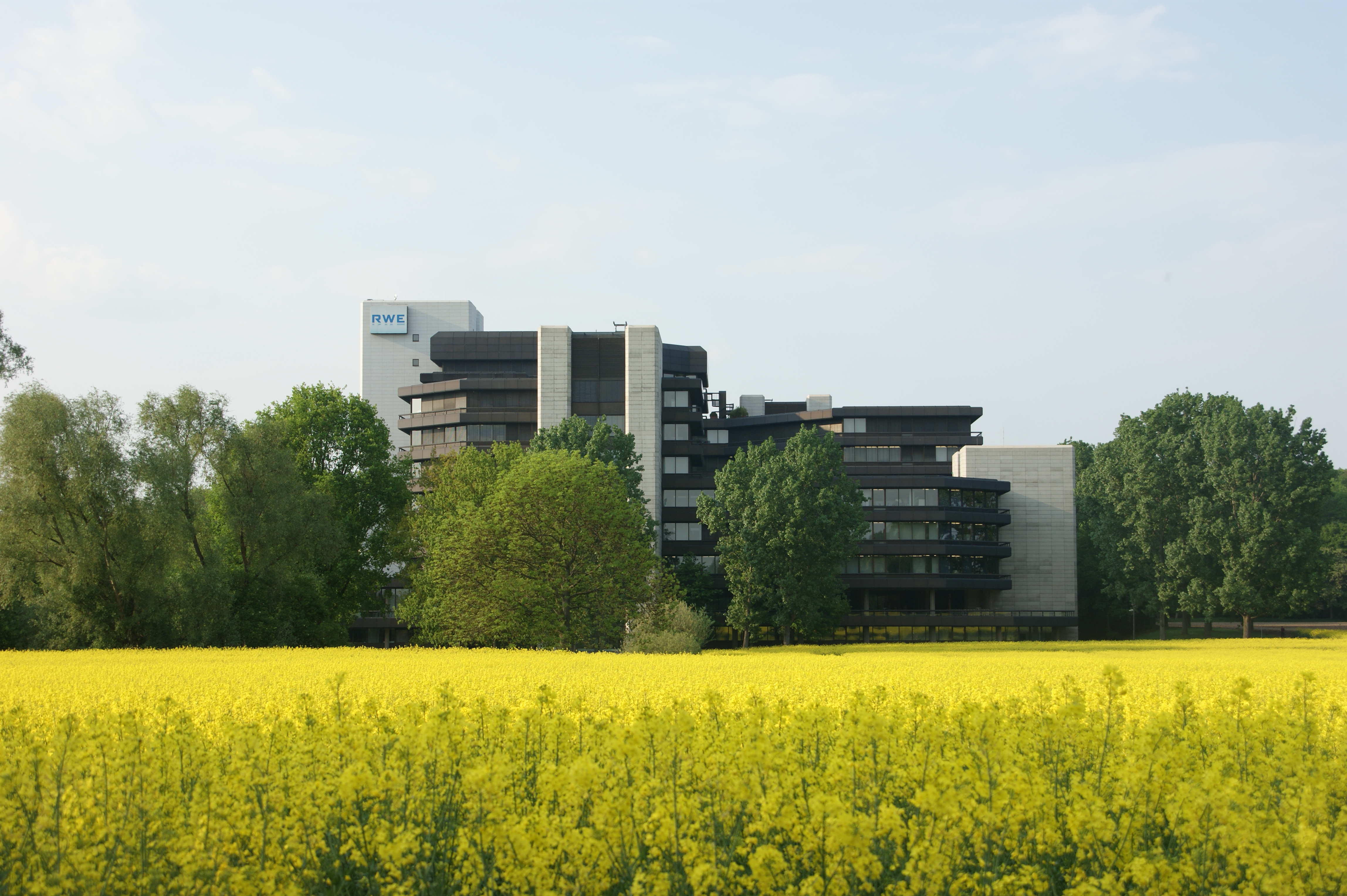
Verwaltungsgebäude in Köln-Lindenthal

Die RWE Power AG ist eine 100%ige Tochtergesellschaft des RWE-Konzerns, die im Wesentlichen Tagebaue und Kraftwerke des Rheinischen Braunkohlereviers des Konzerns betreibt. Der Sitz ist in Essen und Köln. Vorsitzender des Vorstands ist Markus Krebber.

## Geschichte
Das Unternehmen entstand im Jahr 2000, nachdem RWE die Vereinigten Elektrizitätswerke Westfalen (VEW) übernommen hatte. Im Zuge der Fusion legte RWE die Kraftwerke seines Tochterunternehmens RWE Energie AG (d. h. alle RWE-Kraftwerke mit Ausnahme Braunkohle) mit den Kraftwerken der VEW in dem neuen Tochterunternehmen RWE Power zusammen. Im Jahr 2003 ging außerdem die RWE-Tochtergesellschaft RWE Rheinbraun in der RWE Power auf.
Mit der Auslagerung in eine eigene Gesellschaft bereitete RWE eine Entflechtung des Geschäftes entlang der Wertschöpfungskette Stromerzeugung, -transport, -verteilung und -vertrieb vor, wie sie seit den 1990er Jahren mit dem Ziel einer Liberalisierung der Energiemärkte zunehmend von der Politik gefordert wurde.
Nach dem Zusammenschluss verfügte die RWE Power einschließlich ihrer Tochterunternehmen über mehr als 20 Großkraftwerke sowie zahlreiche kleinere Anlagen mit einer Stromerzeugungskapazität von insgesamt mehr als 30 Gigawatt. Im Jahr 2004 war RWE nach erzeugter Strommenge (wovon der Großteil auf die Tochter RWE Power entfiel) der größte Stromversorger in Deutschland.
Anfang 2013 wurde die RWE Power organisatorisch der neu gegründeten RWE Generation zugeordnet. In dieser Gesellschaft wurden länderübergreifend alle konventionellen Stromerzeugungsgesellschaften im RWE-Konzern gebündelt, die sich insbesondere in Großbritannien, Benelux und Deutschland befinden. Im Zuge dieser Umorganisation gab die RWE Power ihre Gas- und Steinkohlekraftwerke an die RWE Generation SE ab, die diese fortan selbst betreibt.
Seit 2019 ist die RWE Power AG wieder eine direkte Tochtergesellschaft der RWE AG. Im Rahmen der Diskussion um den Kohleausstieg und insbesondere um die von RWE geplante Rodung des Hambacher Forstes wurde starke Kritik an den Praktiken des Konzerns laut.

## Kraftwerke und Anlagen

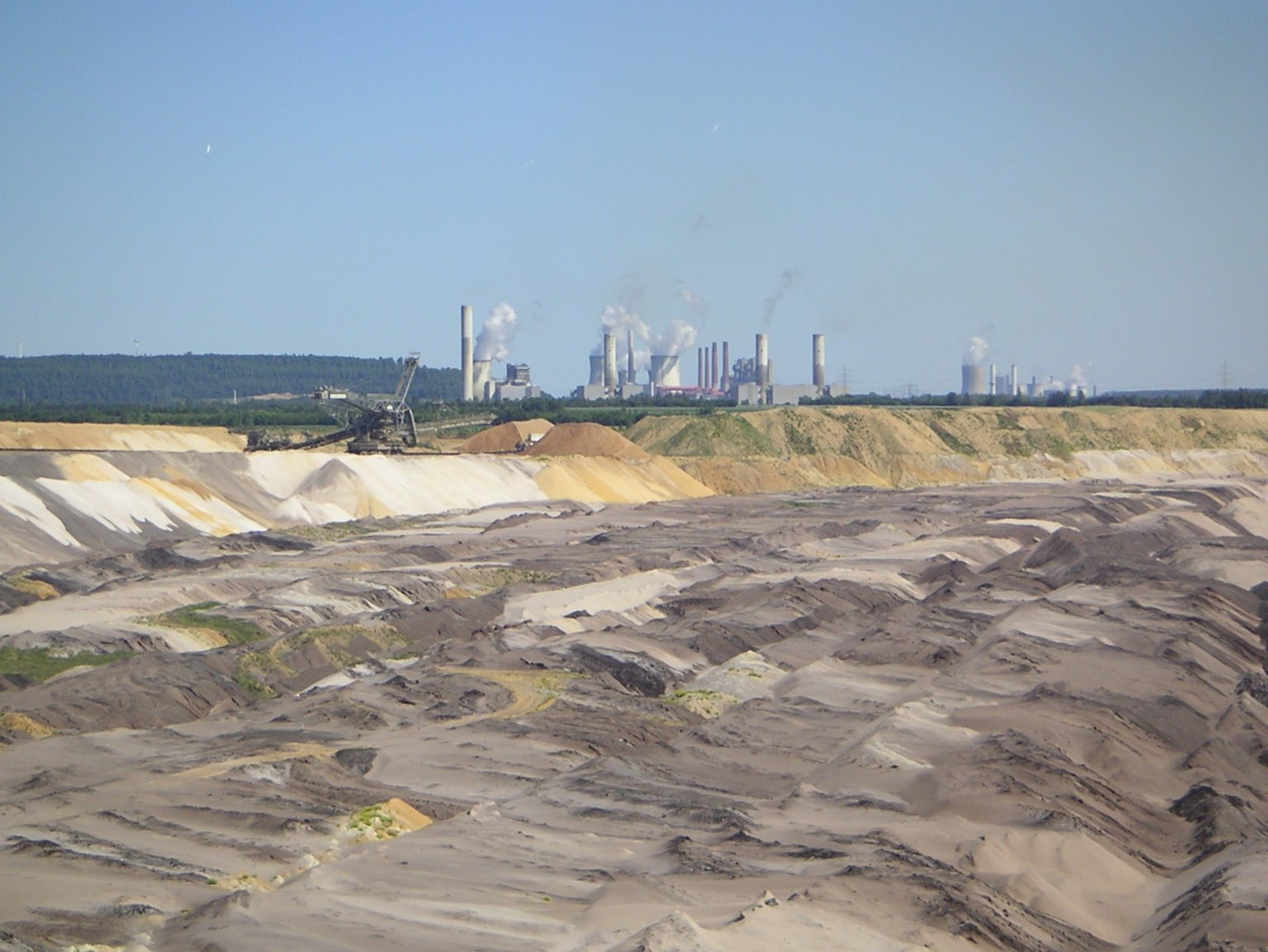
Tagebau Garzweiler; dahinter die Kraftwerke Frimmersdorf (mittig) und Neurath (rechts)
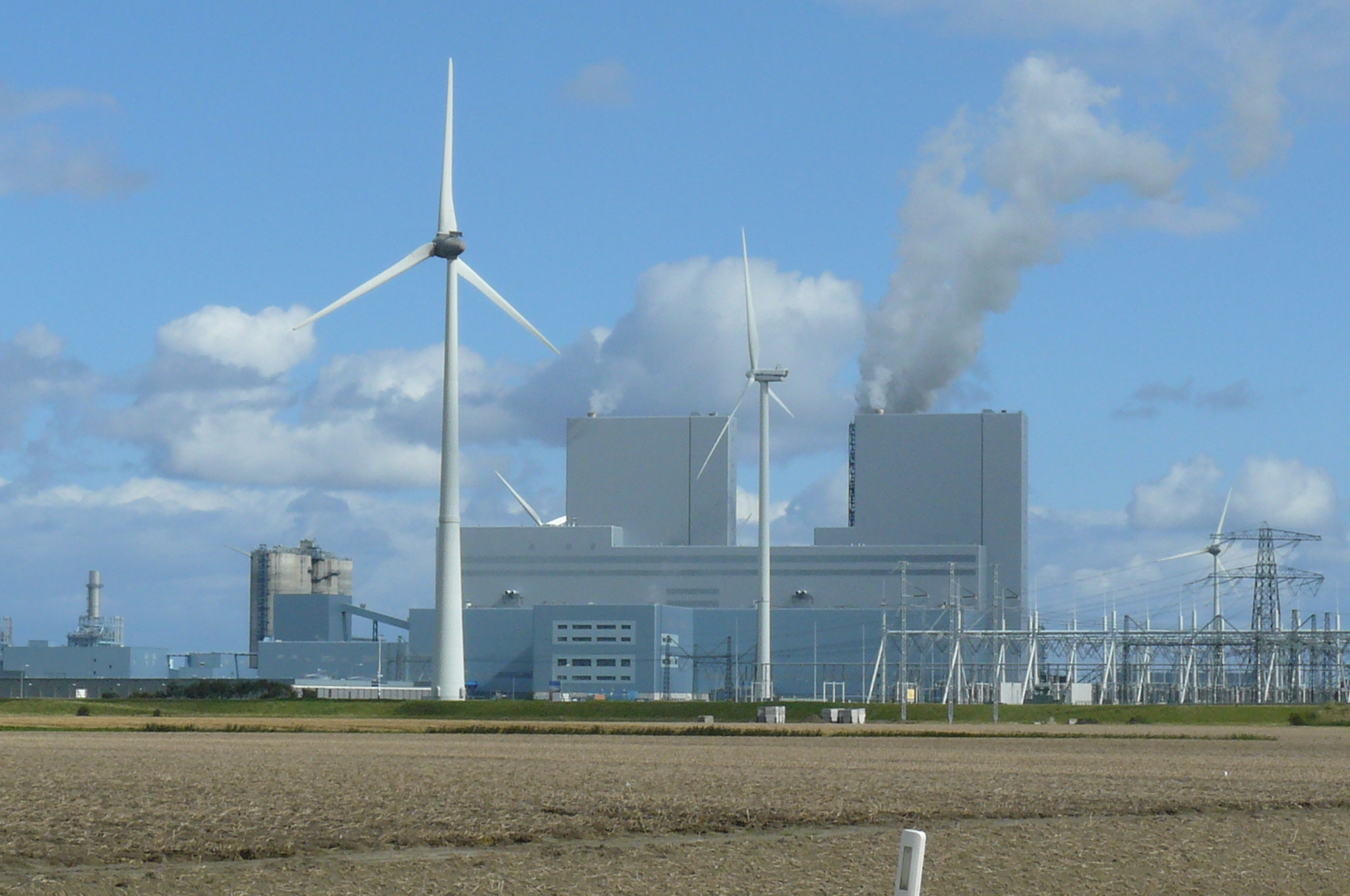
Kraftwerk Eemshaven

Die RWE Power AG betreibt insbesondere die Anlagen (Kraftwerke, Tagebaue, Bahnanlagen, Wasserwerke etc.) des Rheinischen Braunkohlereviers. Daneben führt RWE Power auch einige Wasser-, Müll- und Biomassekraftwerke, teilweise im Auftrag von Partnern.
Vor 2013 gehörten auch Steinkohle- und Gaskraftwerke zum Portfolio der RWE Power; diese Anlagen hat die RWE Power mit der Gründung Anfang 2013 an die vormalige Muttergesellschaft (jetzt Schwestergesellschaft) RWE Generation abgegeben.

## Kritik
Die RWE Power AG steht gemeinsam mit der RWE-Holding als Betreiber von großen Kraftwerken und Tagebauen häufig wegen der negativen Folgen für Umwelt, Natur und Anwohner in der Kritik für:
- den Betrieb von Kraftwerken für fossile Energieträger, die wegen des Ausstoßes von Emissionen, insbesondere Luftschadstoffen und Kohlendioxid, als klima- und gesundheitsschädlich gelten
- den Betrieb von Großtagebauen wegen Devastierung der Landschaft mit Naturbiotopen, Kulturdenkmälern und Ortschaften, Bergschäden, Absenkung des Grundwasserspiegels etc. (vgl. Tagebau Hambach)

## Aufsichtsrat
Der Aufsichtsrat besteht aus zwanzig Mitgliedern, von denen zehn von der Hauptversammlung nach den Bestimmungen des Aktiengesetzes und zehn von den Arbeitnehmern nach den Bestimmungen des Mitbestimmungsgesetzes gewählt werden:
- Werner Brandt
- Ralf Sikorski
- Michael Bochinsky
- Sandra Bossemeyer
- Thomas Kufen, Oberbürgermeister der Stadt Essen
- Hans Bünting
- Matthias Dürbaum
- Ute Gerbaulet
- Peter Keitel
- Monika Kircher
- Reiner van Limbeck
- Harald Louis, Jülich, Vorsitzender des Gesamtbetriebsrats der RWE Power AG
- Dagmar Paasch
- Erhard Schipporeit
- Dirk Schumacher
- Ullrich Sierau
- Hauke Staars
- Helle Valentin
- Andreas Wagner
- Marion Weckes